# Бонні Блу
Бонні Блу (англ. Bonnie Blue; нар. 14 травня 1999, Ноттінгем, Англія, Велика Британія) — англійська порноакторка та модель OnlyFans.

## Життєпис
Народилася в 1999 році і виросла в Стейплфорді в Ноттінгемширі, перш ніж переїхати до Австралії в 2021 році. Одружилася, працювала в рекрутинговій сфері. 
У 2023 році почала заробляти вебкам моделлю, а потім перейшла в OnlyFans. Потім почала знімати себе під час сексу з 18- та 19-річними студентами, які були її цільовою аудиторією. Коли батьки студентів почали ревнувати, вона почала фільмувати секс з одруженими чоловіками, а пізніше перейшла на секс з викладачами.
У 2024 році відвідала Канкун у березні, а потім тиждень школярів в Австралії та тиждень першокурсників у Великобританії. Для останнього вона опублікувала свою адресу в Інтернеті та дозволила чоловікам стояти в черзі, щоб переспати безкоштовно, якщо вони дали згоду на її зйомку та використання в її онлайн-контенті. Вона відвідала Ноттінгем і Дербі у вересні та Бірмінгем у жовтні, кожен — по тижню. Крім того, у 2024 році з'явилася в кількох подкастах, зокрема у «Dream On» з Лотті Мосс і «Saving Grace» з GK Barry. Ролики її виступів, у яких вона стверджувала, що спала з «сотнями» «щойно повнолітніх» студентів, стали вірусними в Інтернеті та викликали значну негативну реакцію в Twitter протягом кількох тижнів, де деякі сумнівалися, яких наслідків можуть зазнати її партнери, а інші звинувачують її в маніпуляціях. Деякі також стверджували, що зйомки та розповсюдження аматорської порнографії за участю 18- та 19-річних є «моральною сірою зоною».
Пізніше Блу заявила, що ті, хто скаржиться на молодий вік її партнерів, повинні натомість заохотити уряд Сполученого Королівства збільшити вік сексуальної згоди в країні, і приписала реакцію на подкаст «Saving Grace» жіночій аудиторії, спонукаючи інших звинувачувати її в мізогінії. Пізніше вона повторила свою позицію щодо одружених чоловіків на «The Kyle and Jackie O Show». Пізніше GK Barry видалила епізод. У листопаді 2024 року Блу з'явилася в денному шоу ITV «This Morning», де вона дебатувала проти Ешлі Джеймс щодо просування її контенту. Поява Блу в шоу спричинила 188 скарг до Ofcom. Пізніше Джеймс написала статтю для «Grazia», в якій стверджувала, що вона мала дебати з Блу, оскільки вважала, що попередні інтерв'ю не були повноцінними, оскільки жінки не кидали їй виклик, а чоловіки робили це лише на підставах, які вона вважала патріархальними, такими як кількість сексуальних партнерів чи думка її батька. Клер Габбл з «The i Paper» написала, що вірусність Блу була відображенням обурливого стану економіки, і порівняла її успіх із успіхом Кеті Гопкінс, тоді як журналістка Софі Вілкінсон описала її як «гвинтик у набагато більшій машині» та «хотіла знати, хто завдав їй болю». Пізніше в листопаді, їй заборонили в'їзд до Австралії за порушення умов її туристичної візи, вона зняла на Фіджі контент з іншим творцем OnlyFans, що спонукало міністра кабінету міністрів Піо Тікодуадуа заборонити обом відвідувати країну з подібних причин.
У січні 2025 року вона заявила, що зайнялася сексом з 1057 чоловіками за один день, що спонукало Гарета Робертса з «The Spectator» порівняти її з Ендрю Тейтом і стверджувати, що обоє заохочують «погану чоловічу поведінку», Елі Кугіні з «Dazed» критикувати таблоїди за висвітлення як «трюку» Блу, так і «трюку» Лілі Філліпс «Я переспала зі 100 чоловіками за один день» і Кетрін Раян, заявити в епізоді свого подкасту, що чоловіки, які стояли в черзі до них, були «невдахами». Вілкінсон, який цього разу писав для «Elle», писав, що і Блу, і рух 4B були «широко розрекламованими та екстремальними реакціями на нашу сексуальну культуру» і що Блу «надала гіперсексуалізації номінального значення», тоді як Вікторія Сміт з «UnHerd» написала, що те, що Блу продавала — це мізогінія та дегуманізація. Олівія Еттвуд, Олівія Петтер з «The Independent» і Фелісіті Мартін з Glamour згодом дивувались, чому соромили Блу та Філліпс, а не чоловіків, які стояли в черзі, щоб зайнятися з ними сексом, і проводили порівняння з чоловіками, які стояли в черзі, щоб зґвалтувати Жизель Пеліко, тоді як Єва Вайзман з «The Guardian» писала, що «наміри та мораль цих чоловіки не цікавили, тому що… це нормально». Мартін також провела порівняння з «Lady Killers II» G-Eazy і написала, що порівняння з Тейтом сприяли «применшуванню дуже реального та серйозного насильства проти жінок», тоді як Петтер хвилювалася «про ландшафт, який їхня поведінка створює для інших жінок, особливо підліток». До моменту репартажу Мартін, Блу та Філліпс зняли відео, відкриваючи вхідні двері великій групі чоловіків у капюшонах.
Пізніше того ж місяця газета «The Daily Telegraph» повідомила, що Вілл Прохаска з «Кампанії за припинення реклами азартних ігор» написав Лізі Нанді, тодішній держсекретарці з питань культури, медіа та спорту, вимагаючи, щоб вона доручила Комісії з азартних ігор відреагувати на оголошення, завантажене в Twitter у грудні 2024 компанією, яка стверджує, що вона пов'язана з азартною компанією «Stake»; відео показало Блу, яка стверджувала, що займалася сексом із «щойно повнолітніми 18-річними» в Ноттінгемському університеті, і було видалене на момент репортажу «The Daily Telegraph».

## Фільмографія

### Телебачення
| Рік  | Назва        | Роль            | Прим.  |
| ---- | ------------ | --------------- | ------ |
| 2024 | This Morning | гостя; 1 епізод | [ 11 ] |
| 2024 | GB News      | гостя; 1 епізод | [ 25 ] |

### Подкасти
| Рік  | Назва                     | Роль            | Прим.  |
| ---- | ------------------------- | --------------- | ------ |
| 2024 | Holly Randall Unfiltered  | гостя; 1 епізод | [ 26 ] |
| 2024 | Turned On                 | гостя; 1 епізод | [ 27 ] |
| 2024 | Dream On with Lottie Moss | гостя; 1 епізод | [ 28 ] |
| 2024 | The Big Biz Podcast       | гостя; 1 епізод | [ 29 ] |
| 2024 | Saving Grace              | гостя; 1 епізод | [ 30 ] |
| 2024 | The Dozen with Liam Tuffs | гостя; 1 епізод | [ 31 ] |
| 2024 | Inside OnlyFans           | гостя; 1 епізод | [ 32 ] |

### Порнографічні фільми
| Рік  | Назва              | Компанія | Прим.  |
| ---- | ------------------ | -------- | ------ |
| 2024 | Over the Edge      | Brazzers | [ 33 ] |
| 2024 | Find Me to Fuck Me | Brazzers | [ 34 ] |

## Нагороди і номінації
| Year | Церемонія  | Категорія              | Результат | Прим.  |
| ---- | ---------- | ---------------------- | --------- | ------ |
| 2025 | XBIZ Award | Улюблена жінка-творець | Номінація | [ 35 ] |